# IGR J17480-2446
IGR J17480-2446 – rentgenowski układ podwójny znajdujący się w gwiazdozbiorze Strzelca w odległości około 20,5 tysiąca lat świetlnych, położony w gromadzie kulistej Terzan 5. Jako drugi układ rentgenowski odkryty w tej gromadzie kulistej znany jest także pod krótszą nazwą T5X2.
Układ ten zawiera gwiazdę neutronową obracającą się wokół osi 11 razy na sekundę, która jest modelowym przykładem gwiazdy prezentującej wszystkie fazy termojądrowego zapłonu.
Pod koniec 2010 roku w układzie podwójnym satelita RXTE wykrył piki w danych rentgenowskich. Gwiazda neutronowa w tym systemie generowała maksima promieniowania rentgenowskiego typowe dla wolnego tempa akrecji. W danych widoczne były duże piki promieniowania oddzielone długimi okresami o małej aktywności. Odkryto również ślady odpowiadające szybszej akrecji plazmy, ale w tych okresach dane rentgenowskie wykazały mniejsze skoki wartości promieniowania rozstawione dodatkowo na wykresie znacznie bliżej siebie. Gwiazda ta wykazywała też okresy jeszcze wyższej akrecji, w których dane promieniowania rentgenowskiego zdawały się wyrównywać wartości, przypominając oscylującą falę. Te ostatnie okresy wskazują na ślad marginalnie stabilnego zapłonu, czyli stadium, w którym na powierzchnię gwiazdy neutronowej plazma opada w tak szybkim tempie, że reakcja syntezy termojądrowej zaczyna odbywać się równomiernie bez generowania gwałtownych rozbłysków.
Jest to pierwszy przykład zaobserwowanej ewolucji gwiazdy neutronowej zgodny z przewidywaniami obowiązujących teorii. Gwiazda neutronowa w tym układzie ma znacznie wolniejsze tempo obrotów od wcześniej obserwowanych gwiazd neutronowych znajdujących się na tym samym etapie ewolucji, a obowiązujące modele przewidujące rozbłyski gwiazd neutronowych nie uwzględniały wpływu tempa rotacji gwiazdy na jej promieniowanie rentgenowskie. W przypadku IGR J17480-2446 wpływ rotacji jest znikomy.